# Farchant
Farchant è un comune tedesco di 3 742 abitanti, situato nel land della Baviera.